# 東京エレクトロン九州
東京エレクトロン九州株式会社（とうきょうエレクトロンきゅうしゅうかぶしきがいしゃ）は、熊本県合志市に本社を置く、半導体製造装置等の開発・設計・製造を行うメーカーである。東京エレクトロングループの企業。

## 沿革
- 1987年2月 - 東京エレクトロン株式会社・熊本製作所から分社。テル九州株式会社設立
- 1990年1月 - テル九州株式会社から東京エレクトロン九州株式会社に社名変更
- 1993年4月 - 東京エレクトロン佐賀株式会社と東京エレクトロン九州株式会社が合併。東京エレクトロン九州株式会社に社名変更
- 2008年10月 - 本社所在地を佐賀事業所より合志事業所へ変更
- 2010年3月 - 佐賀事業所を閉鎖

## 事業所
- 本社/合志事業所（熊本県合志市）
- 大津事業所（熊本県菊池郡大津町）